# 圣西耶德卡内斯
圣西耶德卡内斯（法語：Saint-Ciers-de-Canesse，法語發音：[sɛ̃ sje də kanɛs]）是法国吉伦特省的一个市镇，属于布莱区。

## 地理
圣西耶德卡内斯（45°5'1"N, 0°36'33"W）面积6.8 平方千米，位于法国新阿基坦大区吉倫特省，该省份为法国西南部沿海省份，是法國本土面积最大的省，北起滨海夏朗德省，西临大西洋，南至朗德省，东南接洛特-加龍省，东临多爾多涅省。
与圣西耶德卡内斯接壤的市镇（或旧市镇、城区）包括：贝尔松、孔普、戈里亚克、普拉萨克、圣特罗让、萨莫纳克、维勒讷沃。
圣西耶德卡内斯的时区为UTC+01:00、UTC+02:00（夏令时）。

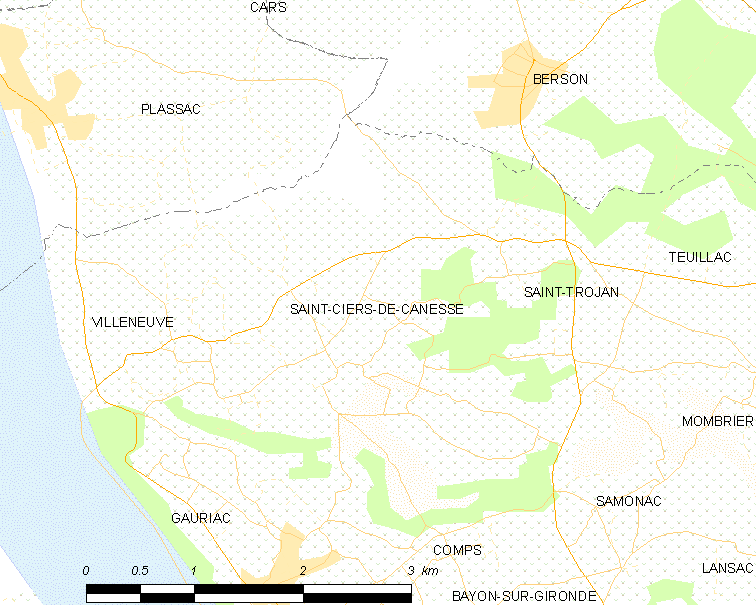
圣西耶德卡内斯的OSM定位图

## 行政
圣西耶德卡内斯的邮政编码为33710，INSEE市镇编码为33388。

## 政治
圣西耶德卡内斯所属的省级选区为河口县。

## 人口

1962-2008年间圣西耶德卡内斯人口变化图示

圣西耶德卡内斯于2022年1月1日时的人口数量为754人。